# Ibne Abi Maali
Abu Alabás Amade ibne Abedalá ibne Cádi (em árabe: أبو العباس أحمد بن عبد الله بن قاضي; romaniz.: Abū al-Abbas Aḥmad ibn ʿAbd Allāh ibn Qadi; Sijilmassa, 1559 — Marraquexe, 1613), melhor conhecido como ibne Abi Maali (em árabe: ابن أبي مَحَلِّيّ; romaniz.: ibn Abi Maḥallī), foi um imame sufi e líder de uma revolução entre 1610 e 1613 contra o dinastia saadiana então reinante em Marrocos, tendo-se autoproclamado Mádi. Além de líder político e erudito islâmico, foi também viajante e escritor, tendo escrito seis obras, entre as quais o l'Islit al-khirrit (ou al-Aslit), al Salsabil e Miharas.

## Biografia

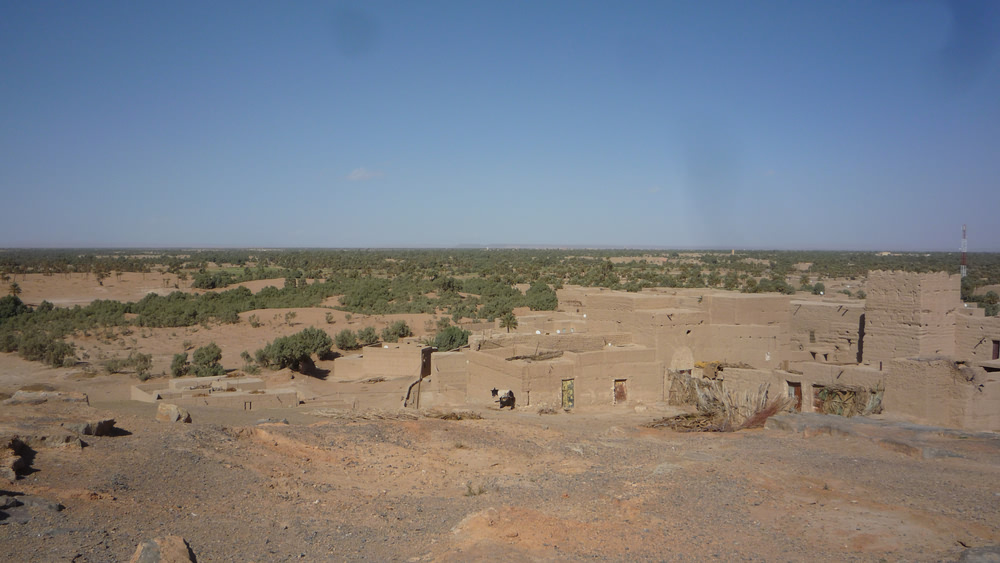
Vista do oásis de Tafilete, região onde nasceu ibne Abi Maali

ibne Abi Maali foi educado principalmente pelo seu pai antes de ir estudar para Fez em 1572. Ali foi aluno da madraça Attarine durante cinco ou seis anos, onde obteve o título de hafiz, destinado aqueles que memorizaram completamente o Alcorão. Fugindo da guerra contra os portugueses, encontra o seu mestre, o santo Muhamed ben-Mbarek Tastaouti, que está na origem da sua ligação ao sufismo. Cerca de 1593, volta ao Tafilete natal e refugia-se em Béni Abbès (atualmente na Argélia), sob a proteção de um dos chefes locais com cuja filha casou.
No seu haje (peregrinação a Meca), passa por Figuigue, Biscra, Tunes e Líbia, mas não por Trípoli. Assiste à revolta de Sai Abdalazize da Fazânia em 1577. Salvo por um nómada depois de ter passado fome e ter-se perdido no deserto da Cirenaica, chega ao Cairo, onde encontra o xeque, imã do maliquismo no Egito. No Hejaz, em Meca e em Medina, vê eventos miraculosos e depois volta a Sijilmassa. Em Figuigue encontra-se com o sábio Abu Alcácime ibne Abedaljebar a quem ajuda a terminar o estudo do kitab chifa (livro da cura) do Cádi Iade cerca de 1600.
O seu primeiro encontro com Cide Xeique deu-se em Chellala Dahrania. ibne Abi Maali casaria depois com uma neta de Cide Xeique. Um mal entendido com Cide Xeique fá-lo refugiar-se novamente  em  Béni Abbès. Depois da morte do sultão saadiano Amade Almançor Saadi fica oito meses em Béni Abbès e depois visita Timimoun. Quatro meses mais tarde empreende uma segunda peregrinação a Meca. Quando volta, constrói uma casa no oásis de Beni Gumi.
A seguir ao golpe de estado levado a cabo em Marraquexe por Maomé Axeique II Almamune contra Zidane Nácer, proclama-se mahdi e imã impecável, iniciando a sua sedição em Béni Abbès. Dirige-se depois a Marraquexe, onde vence o sultão Zidane Nácer em 1610. Este retira-se para reunir e reorganizar as suas tropas.
Em 1613 ibne Abi Maali é morto por Zidane, que mandou pendurar a sua cabeça na muralha da cidade, onde ficou durante doze anos. A família de Maali refugiou-se no alcácer de Aglade, no interior do Sara argelino, na região de Gumara.

## Obras
ibne Abi Maali deixou dezenas de manuscritos, entre os quais se destacam:
- Islit al-Khirit Fi Kalie Bouloume al-Ifrit A'Nnefrit (إصليت الخريت في قطع بلعوم العفريت النفريت)
- el-Haoudadj (الهودج)
- al-Kostas el-Mostakim Fi Maarifat A'sahih Mina A'sakim (القسطاس المستقيم في معرفة الصحيح من السقيم)
- el Ouaddah (الوضاح)
- Manjanik Sokhor Lihadmi Binaa Cheikh el Ghoror Ou'Rass el-Fodjor (منجنيق الصخور لهدم بناء شيخ الغرور ورأس الفجور)
- Jaouab el-Kharoubi (جواب الخروبي)

## ibne Abi Maali na literatura
Abu Maali foi tema de numerosos autores, que estudaram a sua personalidade ou as suas obras, por exemplo:
- R. Le Tourneau, Abu Mahalli rebelle à la dynastie saâdienne, 1956
- Said Ouahihi, La mahdaoui de Ibn Abi Maali El-Filali et son manuscrite Takiid Fi A'Taarif Bi-Madinat sijilmassa (مهدوية إبن أبي مَحَلِّيّ الفيلالي ومخطوطه تقييد في التعريف بمدينة سجلماسة)